# Rhodostrophia tabidaria
Rhodostrophia tabidaria är en fjärilsart som beskrevs av Philipp Christoph Zeller. Rhodostrophia tabidaria ingår i släktet Rhodostrophia och familjen mätare. Inga underarter finns listade.